# Альберт Адома
Альберт Адома (англ. Albert Adomah, нар. 13 грудня 1987, Лондон) — ганський футболіст, півзахисник клубу «Астон Вілла» та національної збірної Гани.

## Клубна кар'єра
У дорослому футболі дебютував 2005 року виступами за нижчоліговий англійський «Герроу Боро», що виступав у сьомому за рівнем дивізіоні Англії. В цьому клубі Адома якому провів три сезони.
Своєю грою привернув увагу представників тренерського штабу клубу «Барнет», до складу якого приєднався в січні 2008 року. Відіграв за клуб з Барнета наступні два сезони своєї ігрової кар'єри. Більшість часу, проведеного у складі «Барнета», був основним гравцем команди.
До складу клубу «Бристоль Сіті» приєднався 1 липня 2010 року і в першому ж сезоні став гравцем року в команді. Наразі встиг відіграти за клуб з Бристоля 112 матчів в національному чемпіонаті.

## Виступи за збірну
Незважаючи на те, що Адома народився в Англії, він вирішив виступати за збірну своєї історичної батьківщини. 5 вересня 2011 року він дебютував в офіційних матчах у складі національної збірної Гани в товариській грі проти збірної Бразилії.
У складі збірної був учасником чемпіонату КАФ 2013 року у ПАР.
Наразі провів у формі головної команди країни 18 матчів, забив 2 голи.